# بيع المخبوزات

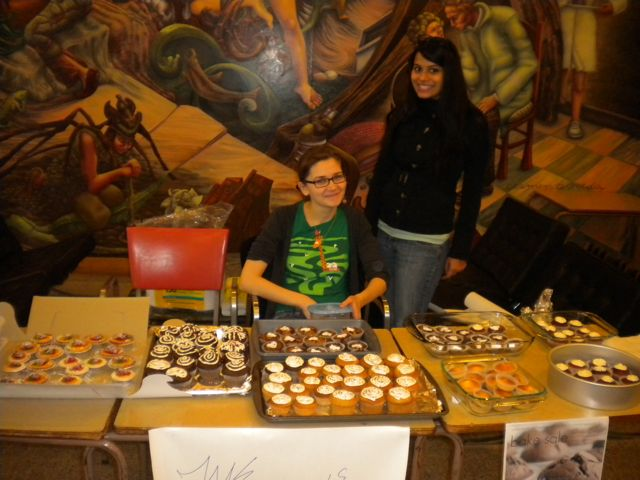
طاولة بيع مخبوزات

بيع المخبوزات هو نشاط لجمع التبرعات حيثما تخبز البضائع مثل الفطائر والكيك والبسكويت. احياناً تباع مع الأطعمة العرقية. بيع المخبوزات دائماً يُدعم من المنظمات الصغيره والغير تجارية. مثل النوادِ والمجموعات المدرسية والمنظمات الخيرية. بيع المخبوزات دائماً يقام حول مناطق ممرات المشاة مثل خارج البقالة أو في التقاطعات والتجمعات المزدحمة بالقرب من مراكز التسوق. بيع المخبوزات ايضاً نشاط شعبي لجمع التبرعات داخل الشركات.